# Teofil Szurkowski
Teofil Szurkowski (ur. 6 stycznia 1896 w Sałasazach, zm. 11 sierpnia 1937 w Małyszach Dolnych) – major piechoty Wojska Polskiego.

## Życiorys
Urodził się 6 stycznia 1896 w Sałaszach. Kształcił się w C. K. Gimnazjum w Sokalu. W 1912 jako uczeń klasy IV gimnazjalnej wstąpił do Skautu. Tu brał czynny udział w ćwiczeniach służby zwiadowczej i w nauce niesienia pomocy rannym. W 1913 wstąpił do Związku Strzeleckiego. W VI klasie wystąpił z gimnazjum 15 maja 1914. W 1913 również praca agitacyjna do zakładania drużyn Bartoszowych. W 1915 został powołany do cesarsko-królewskiej Obrony Krajowej i wcielony do 34 pułku piechoty Obrony Krajowej.. W roku szkolnym 1916/1917 w macierzystym sokalskim gimnazjum, jako wojskowy zdał egzaminy zaliczające VI i VII klasę. 21 grudnia 1917 zdał tamże „wojenny” egzamin dojrzałości. W październiku 1918 był przydzielony do Szkoły Oficerów Rezerwy.
1 listopada 1918 wstąpił, jako ochotnik Wojska Polskiego, do 4 pułku piechoty Legionów. Wziął udział w obronie Lwowa . Przydzielony początkowo do kompanii formowanej przez por. Kaszy w Jarosławiu. Komp. ta po zdobyciu Przemyśla dołączyła do 4 pp Leg. Brał udział w walkach z Ukraińcami w okolicy Przemyśla, następnie w walkach o Lwów. Dnia 19.XII.1918 r. w walce o Gródek Jagielloński został ranny, wskutek czego trafił do szpitala, skąd po miesiącu wrócił do tej komp. i brał udział w obronie Lwowa do maja 1919. Następnie przeniesiony wraz z pułkiem do Jabłonny. Od 13 czerwca do 27 września 1919 był uczniem 14. klasy Szkoły Podchorążych w Warszawie. 17 października 1919 został mianowany podporucznikiem z dniem 1 listopada 1919 i przydzielony do batalionu zapasowego 16 pułku piechoty. Uczestniczył w wojnie polsko-bolszewickiej. 25 listopada 1920 został zatwierdzony z dniem 1 kwietnia 1920 w stopniu porucznika, w grupie oficerów byłej armii austro-węgierskiej.
Od 1921 pełnił służbę w 61 pułku piechoty w Bydgoszczy. 3 maja 1922 został zweryfikowany w stopniu porucznika ze starszeństwem z dniem 1 czerwca 1919 i 703. lokatą w korpusie oficerów piechoty. Następnie został awansowany do stopnia kapitana piechoty ze starszeństwem z dniem 15 sierpnia 1924. W czerwcu 1934 został przeniesiony do 34 pułku piechoty w Białej Podlaskiej. Po 5 czerwca 1935 został przeniesiony do Korpusu Ochrony Pogranicza. Na stopień majora został mianowany ze starszeństwem z 1 stycznia 1936 i 24. lokatą w korpusie oficerów piechoty. Do śmierci pełnił służbę w batalionie KOP „Słobódka” na stanowisku zastępcy dowódcy batalionu .
Poniósł śmierć rażony piorunem 11 sierpnia 1937 w Małyszach Dolnych (powiat dziśnieński, gmina Hermanowicze). Przebywał wówczas na polowaniu wraz z innymi oficerami, a po rozpętaniu się burzy ukryli się w domu Kazimierza Małysza. Major Szurkowski został trafiony piorunem, który wdarł się przez okno. 14 sierpnia 1937 został pochowany w Słobódce .
Był żonaty, miał 3 dzieci (córki).

## Ordery i odznaczenia
- Srebrny Krzyż Zasługi (10 listopada 1928)[25][4]
- Medal Pamiątkowy za Wojnę 1918–1921[4]
- Medal Dziesięciolecia Odzyskanej Niepodległości[4]